# امكبيشيه
امكبيشيه قرية يمنية تقع في جنوب اليمن. تتبع لمحافظة البيضاء. كانت قبل الوحدة تتبع لمحافظة أبين.